# Hydrovatus leconteii
Hydrovatus leconteii är en skalbaggsart som först beskrevs av Clark 1862.  Hydrovatus leconteii ingår i släktet Hydrovatus och familjen dykare. Inga underarter finns listade i Catalogue of Life.